# Вибачте, номер вірний (Казки з темного боку)
«Вибачте, номер вірний» (англ. Sorry, Right Number) — короткометражний трилер, дев'ятий епізод четвертого сезону серіалу «Казки з темного боку».

## Сюжет
В будинку у Кеті пролунав телефонний дзвінок. Крізь ридання важко було зрозуміти, про що йде мова, але голос був такий рідний, такий знайомий… Мабуть, біда трапилася з кимось із близьких.

## У ролях
| Актор              | Роль                |
| ------------------ | ------------------- |
| Дебора Гармон      | Кеті Вейдерман      |
| Артур Таксіер      | Білл Вейдерман      |
| Ронда Дотсон       | Зорі                |
| Кетрін Бріттон     | Поллі               |
| Брендон Стюарт     | Джефф               |
| Ніколь Гантінгтон  | Конні               |
| Катеріна Баттістон | оператор в телефоні |
| Пол Спарер         | диктор в телефоні   |